# Fotografando... i miei successi
Fotografando... i miei successi è la prima raccolta ufficiale di Loredana Bertè, pubblicata nel 1986 su etichetta CBS.

## Descrizione
L'album fu pubblicato dopo la prima partecipazione della Bertè al Festival di Sanremo col brano inedito Re, che non ottenne il successo previsto, anche a causa delle polemiche legate alla provocatoria performance della Bertè.
Nell'estate dello stesso anno, la Bertè presentò un altro brano inedito, Fotografando che fu presentato anche a Vota la voce, dove vinse il Telegatto come "Miglior cantante donna".
In realtà, quell'anno era prevista l'uscita di un album di inediti con la collaborazione dei fratelli Pino e Armando Mango, ma visto lo scalpore che destò l'esibizione dell'artista a Sanremo e i successivi e inevitabili contrasti con la CBS, venne pubblicata una raccolta contenente i maggiori successi radiofonici estratti dai tre album incisi per la CBS. I risultati delle vendite furono deludenti.L'album rimase nella top 50 per 8 settimane.
Dopo questa pubblicazione il contratto con la CBS venne
sciolto.

## Tracce
1. Fotografando (Alberto Salerno-Armando Mango/Mango) - 3:51 (inedito)
2. Così ti scrivo (Maurizio Piccoli) - 4:38
3. Jazz (Ivano Fossati/Djavan) - 4:47
4. Ragazzo mio (Luigi Tenco) - 4:09
5. Una sera che piove (Bernardo Lanzetti) - 3:20
6. Non sono una signora (Ivano Fossati) - 3:26
7. Il mare d'inverno (Enrico Ruggeri/Luigi Schiavone) - 4:14
8. Un'automobile di trent'anni (Ivano Fossati) - 4:11
9. Sei bellissima (Claudio Daiano/Gian Pietro Felisatti) - 4:50
10. Banda clandestina (Djavan/Enrico Ruggeri) - 3:09
11. La tigre e il cantautore (Djavan/Bruno Lauzi) - 4:09
12. Re (Armando Mango/Pino Mango) - 3:55 (inedito)